# Vacqueriette-Erquières
Vacqueriette-Erquières ist eine französische Gemeinde mit 249 Einwohnern (Stand: 1. Januar 2022) im Département Pas-de-Calais in der Region Hauts-de-France (vor 2016: Nord-Pas-de-Calais). Sie gehört zum Arrondissement Montreuil und ist Mitglied im Gemeindeverband Communauté de communes des 7 Vallées. Die Einwohner werden Vacqueriettois-Erquiérois und Vacqueriettoises-Erquiéroises genannt.
Nachbargemeinden von Vacqueriette-Erquières sind Saint-Georges im Norden, Vieil-Hesdin im Osten, Le Quesnoy-en-Artois im Westen, Wail im Osten, Chériennes im Südwesten, Fontaine-l’Étalon im Süden sowie Quœux-Haut-Maînil im Südosten.

## Bevölkerungsentwicklung
| Jahr      | 1962 | 1968 | 1975 | 1982 | 1990 | 1999 | 2007 | 2014 |
| Einwohner | 347  | 364  | 319  | 291  | 248  | 246  | 244  | 260  |

## Sehenswürdigkeiten
- Kirche Notre-Dame

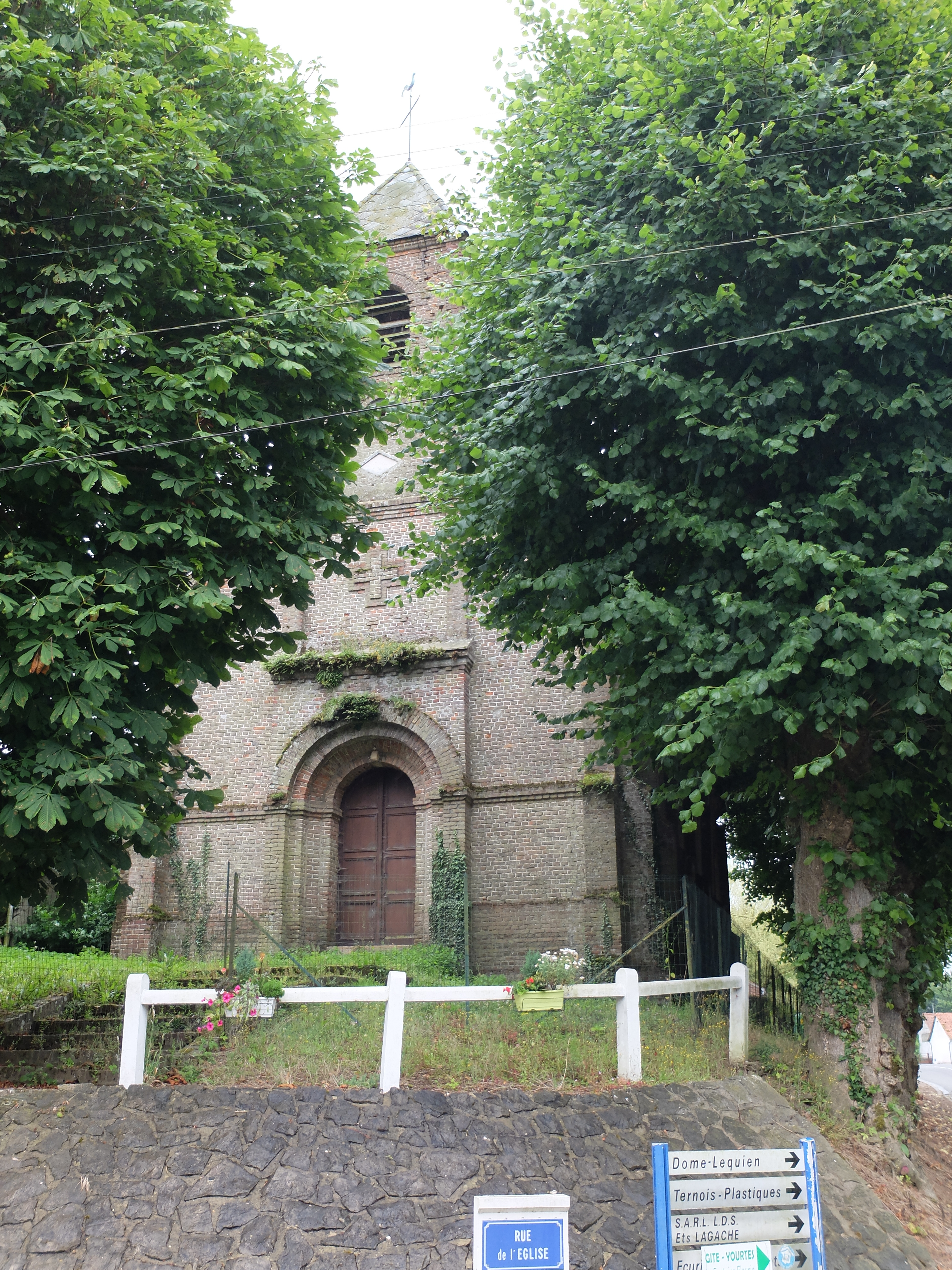
Kirche Saint-Firmin
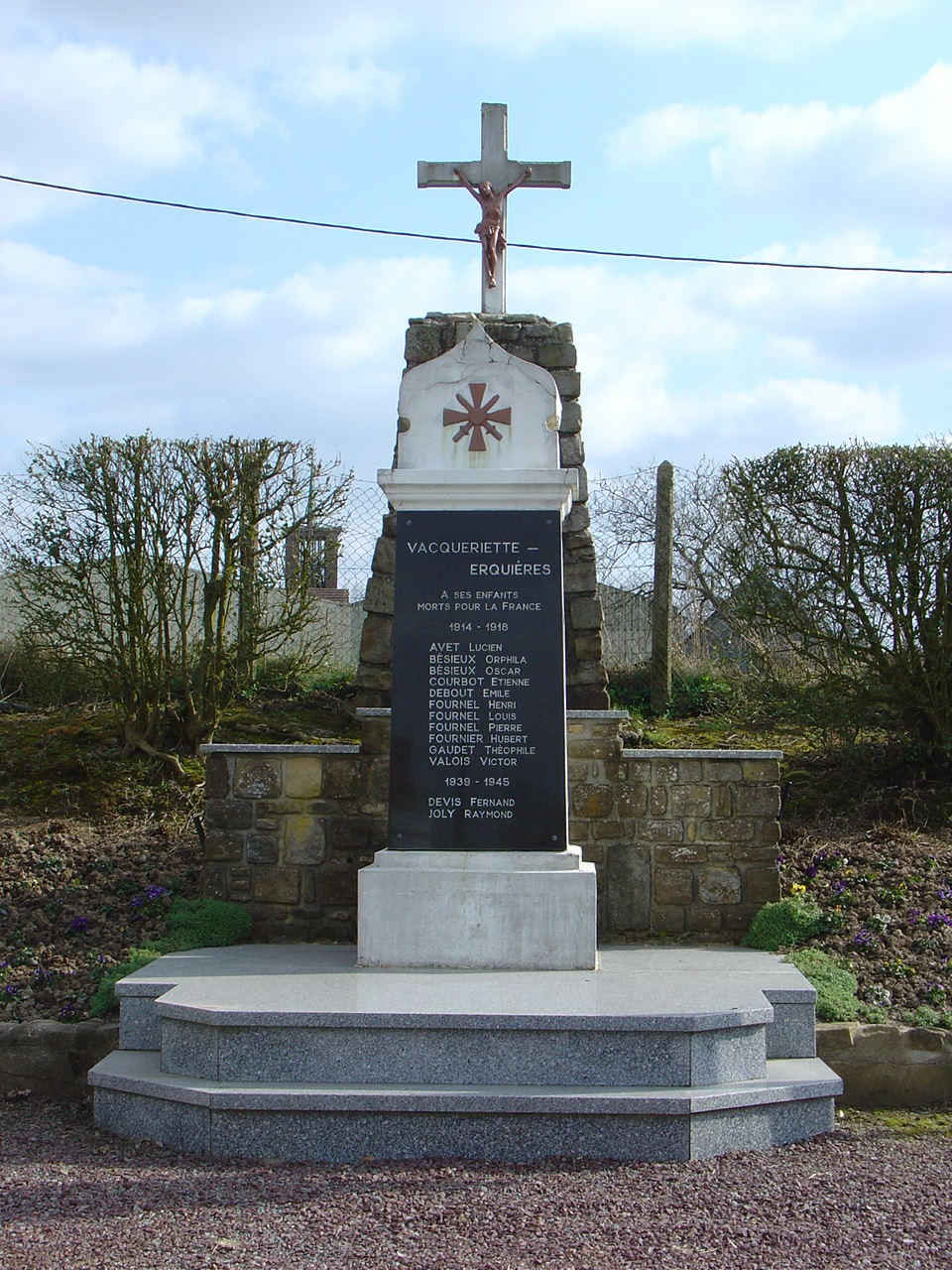
Kriegerdenkmal

- Kirche Saint-Firmin
- Kriegerdenkmal